# Sisyrinchium guanajuatense
Sisyrinchium guanajuatense är en irisväxtart som beskrevs av Ceja, Espejo och López-ferr. Sisyrinchium guanajuatense ingår i släktet gräsliljor, och familjen irisväxter. Inga underarter finns listade i Catalogue of Life.